# Isabella (inslagkrater)
Isabella is een inslagkrater op Venus. Isabella werd in 1994 genoemd naar de Spaanse koningin Isabella I van Castilië.
De krater is de tweede grootste op de planeet met een diameter van 175 kilometer en bevindt zich in het noordoosten van het gelijknamig quadrangle Isabella (V-50) en ten zuiden van het laagland Wawalag Planitia.
De krater heeft twee uitgebreide stroomachtige structuren die zich naar het zuiden en naar het zuidoosten uitstrekken. Het einde van de zuidelijke stroom omringt gedeeltelijk een reeds bestaand cirkelvormig vulkanisch schild van 40 kilometer. De zuidoostelijke stroom vertoont een complex patroon van kanalen en stroomlobben en wordt aan de zuidoostelijke punt bedekt door afzettingen van een latere inslagkrater, Cohn, met een diameter van 20 kilometer. De uitgebreide stromingen, die uniek zijn voor de inslagkraters van Venus, zijn een voortdurend onderwerp van studie voor een aantal planetaire wetenschappers. Er wordt verondersteld dat de stromen bestaan uit gesteente dat is gesmolten door de intense hitte die vrijkwam bij de inslagexplosie. Een alternatieve hypothese spreekt over puinstromen die kunnen bestaan uit wolken van hete gassen en zowel gesmolten als vaste rotsfragmenten die tijdens de impact door het landschap uitstromen. Dat type van proces is vergelijkbaar met dat wat optreedt bij gewelddadige uitbarstingen op aarde, zoals de uitbarsting van Mount Pinatubo in 1991 op de Filipijnen.